# Gespikkelde kathaai
De gespikkelde kathaai (Halaelurus boesemani) is een vissensoort uit de familie van de Pentanchidae. De wetenschappelijke naam van de soort is voor het eerst geldig gepubliceerd in 1972 door Springer & D'Aubrey.